# Мусский кри
Мусский кри (Moose Cree, West Main Cree, West Shore Cree, York Cree) — один из диалектов языка кри, на котором говорят в провинции Онтарио (город Мусони, южная вершина залива Джеймс) в Канаде. Носители мусского кри, восточного кри и болотного кри проживают в этом сообществе и его окрестностях (остров Муси-Фактори в провинции Онтарио).
У мусского кри существует непалатализованный I-диалект в комплексе языков кри-монтанье-наскапи или диалектной подгруппе.